# Lasiocercis truncatoides
Lasiocercis truncatoides är en skalbaggsart som beskrevs av Stefan von Breuning 1976. Lasiocercis truncatoides ingår i släktet Lasiocercis och familjen långhorningar.
Artens utbredningsområde är Madagaskar. Inga underarter finns listade i Catalogue of Life.